# 許昌市
許昌市（きょしょうし）は、中華人民共和国河南省に位置する地級市。

## 歴史
後漢末の196年、曹操が献帝を奉じてここに雒陽（洛陽）・長安から都を遷したことで有名。遷都の理由は雒陽が戦乱で荒廃していたのと、この地域が曹操の勢力圏だったからと考えられる。
元は許県であり、魏建国後の黄初2年（221年）「魏は許をもって益々昌（さか）える」という予言に従って、許昌に改名された。献帝在位中は一貫して「許」であったため、後漢、魏を通じて「許昌」が首都となった事は一度も無い。
献帝が廃されて魏が建国されると都は洛陽とされるが、鄴などと共に魏の五都の一つとされ、依然として重要な都市であった。許昌には献帝の皇后伏寿（伏完の娘）の陵墓や後漢末の都市遺跡があり、歴史学上も重要な都市である。

## 行政区画
2市轄区・2県級市・2県を管轄下に置く。
- 市轄区：
  - 魏都区・建安区
- 県級市：
  - 禹州市・長葛市
- 県：
  - 鄢陵県・襄城県

| 許昌市の地図                              |
| ----------------------------------------- |
| 魏都区 建安区 鄢陵県 襄城県 禹州市 長葛市 |

### 年表
この節の出典

#### 許昌地区
- 1949年10月1日 - 中華人民共和国河南省許昌専区が成立。許昌市・許昌県・郟県・禹県・臨汝県・宝豊県・魯山県・長葛県・襄城県・葉県・舞陽県・郾城県・臨潁県・鄢陵県が発足。(1市13県)
- 1949年11月22日 - 郾城県の一部が分立し、漯河市が発足。(2市13県)
- 1953年1月29日 - 淮陽専区扶溝県・商水県・西華県を編入。(2市16県)
- 1953年7月9日 - 商水県の一部が分立し、周口鎮が発足。(2市16県1鎮)
- 1953年11月10日 - 周口鎮が市制施行し、周口市となる。(3市16県)
- 1954年6月21日 - 鄭州専区洧川県が長葛県に編入。(3市16県)
- 1954年9月4日 - 臨汝県が洛陽専区に編入。(3市15県)
- 1957年3月26日 - 葉県・宝豊県の各一部が合併し、地級市の平頂山市となる。(3市15県)
- 1958年4月4日 - 周口市が商水県に編入。(2市15県)
- 1958年12月8日 - 平頂山市を編入。平頂山市が県級市に降格。(3市15県)
- 1960年1月7日 - 宝豊県が平頂山市に編入。(3市14県)
- 1960年8月15日 (3市12県)
  - 許昌県が許昌市に編入。
  - 郾城県が漯河市に編入。
- 1961年10月5日 (3市15県)
  - 許昌市の一部が分立し、許昌県が発足。
  - 漯河市の一部が分立し、郾城県が発足。
  - 平頂山市の一部が分立し、宝豊県が発足。
- 1964年3月23日 - 平頂山市が地級行政区の平頂山特区に昇格。(2市15県)
- 1965年6月16日 - 商水県・西華県・扶溝県が周口専区に編入。(2市12県)
- 1969年3月15日 - 許昌専区が許昌地区に改称。(2市12県)
- 1973年12月16日 - 舞陽県の一部が分立し、地級行政区の舞鋼工区弁事処となる。(2市12県)
- 1979年9月10日 - 平頂山市舞鋼区を編入。(2市12県1区)
- 1981年9月21日 - 許昌県の一部が許昌市に編入。(2市12県1区)
- 1982年9月22日 - 舞鋼区が平頂山市に編入。(2市12県)
- 1983年9月1日 - 宝豊県・魯山県・葉県が平頂山市に編入。(2市9県)
- 1986年1月18日 
  - 許昌市が地級市の許昌市に昇格。
  - 漯河市が地級市の漯河市に昇格。
  - 禹県・長葛県・許昌県・鄢陵県が許昌市に編入。
  - 舞陽県・臨潁県・郾城県が漯河市に編入。
  - 郟県・襄城県が平頂山市に編入。

#### 許昌市
- 1986年1月18日 - 許昌地区許昌市が地級市の許昌市に昇格。(1市4県)
  - 許昌地区禹県・長葛県・許昌県・鄢陵県を編入。
- 1986年5月9日 - 魏都区を設置。(1区4県)
- 1988年6月25日 - 禹県が市制施行し、禹州市となる。(1区1市3県)
- 1993年12月14日 - 長葛県が市制施行し、長葛市となる。(1区2市2県)
- 1997年7月31日 - 平頂山市襄城県を編入。(1区2市3県)
- 2016年11月24日 - 許昌県が区制施行し、建安区となる。(2区2市2県)

## 姉妹都市
- キネリ市（ロシア共和国サマラ州キネルスキー地区（英語版））
2007年9月19日
- ボーリングブルック（アメリカ合衆国イリノイ州）
2005年5月19日
- 蔚山市中区（大韓民国）
2015年4月27日

出典:

## 交通

### 空港
許昌市に飛行場はないが、近隣にある鄭州国際空港の国際貨物ターミナル建設が開始され、完成すれば多業種にわたる臨空産業の集積地となる。また高速鉄道の許昌東駅から鄭州空港への都市間鉄道の建設計画もある。

### 鉄道
- 高速鉄道
  - 京港旅客専用線 （許昌東駅）
- 中国国鉄
  - 京広線、孟平線、平禹線 - 中心駅：許昌駅
- 地方鉄道
  - 禹亳線

### 道路
南北方向に京港澳高速道路、G107国道が、東西方向にG311国道貫き“米”字型の高速道路網が形成されている。

## 観光
- 曹丞相府景区 - 市中心部にある曹操を中心とした魏のテーマパーク。2009年にオープン。
- 春秋楼 - 曹操が関羽に与えた屋敷。
- 毓秀台 - 曹操が皇帝の為に造った。